# 鈴木三樹三郎

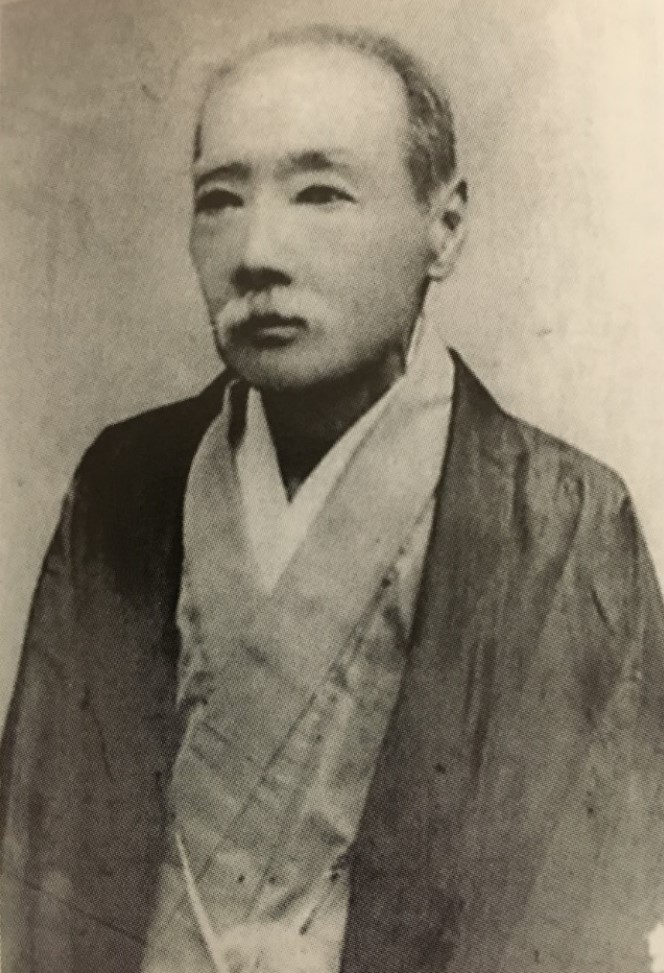
鈴木三樹三郎

鈴木 三樹三郎（すずき みきさぶろう、天保8年7月15日（1837年8月15日） - 大正8年（1919年）7月11日）は、江戸時代末期（幕末）の日本の武士・新選組隊士・御陵衛士、明治時代の警察官・官吏。初名は多聞。
新選組参謀伊東甲子太郎の実弟であり、兄とともに新選組に加入し、九番隊組長を務めた。その後、新選組を離脱して御陵衛士に参加。油小路事件後は、新政府軍側として戊辰戦争に参戦した。維新後は諱の忠良を名乗り、警察官として活躍した。

## 生涯

### 出生
天保8年（1837年）、常陸志筑藩士（郷目付）・鈴木専右衛門忠明の二男として志筑に生まれる。実兄に伊東甲子太郎がいる。女婿に英語教師の小野圭次郎がいる。
のちに藩から追放された父・忠明は、高浜村（現：茨城県石岡市）にて私塾を主宰した。忠明死後は三樹三郎が代わって私塾を経営した。のち、同藩士（中小姓格）・寺内増右衛門の養嗣子となって寺内多聞と称し、藩の山林取締役兼御朱印番に就いたものの、飲酒など素行不良のために離縁される。その後、三木荒次郎を称す。
尊王攘夷運動に奔走すべく脱藩した三樹三郎は、江戸深川中川町の道場主で兄・甲子太郎の元に身を寄せる。桜田門外の変の後、浪人に対する詮議が厳しくなった江戸を離れ、数年もの間、常陸国多賀郡にて隠棲する。元治元年（1862年）、天狗党の乱の際は、甲子太郎の探索依頼を受けて志筑へ戻る。途中、土浦の桜井旅館で偶然天狗党とかちあったが、互いに警戒して言葉を交わさなかったという。天狗党が志筑を通らずに去り、三樹三郎も志筑に留まる理由も無いので、江戸へ向かうこととなる。

### 新選組・御陵衛士時代
1864年10月、旧知である藤堂平助の新選組隊士募集の求めに応じ、甲子太郎や篠原泰之進らと共に京都に赴く。のち、正式に新選組に加盟する。このころ、三木三郎と称す。目付を務めた後、1865年に九番隊組長となる。
1867年3月、兄らと共に新選組から分離し、御陵衛士（高台寺党）に属す。三樹三郎や三木和泉と称する。ところが同年11月18日に、兄・甲子太郎が新選組によって暗殺。兄の遺体収容時に迎撃する新選組との乱闘を切り抜けて、加納鷲雄・富山弥兵衛とともに薩摩藩邸に保護された（油小路事件）。鳥羽・伏見の戦いでは、薩摩藩の中村半次郎の指揮下（薩摩藩一番隊）に入って伏見奉行所の新選組と戦う。
後に東征軍の先鋒隊に合流する。1月15日に結成された赤報隊では二番隊隊長を務めたが、相楽総三率いる一番隊とは袂を分かち、東海道を進軍する。相楽総三らの偽官軍事件に連座した疑惑によって入牢し、阿波徳島藩邸や阿波徳島藩本陣に投獄されたあと、待遇が改善され薩摩藩預かりとなる。
その後、新政府軍の徴兵七番隊に加わる。6月には軍務局軍曹を拝命して江戸へ下向し、戊辰戦争では北越や会津における戦線を戦った。

### 明治以降
1869年7月、弾正台少巡察となる。廃藩置県後、忠良と改名。司法省や伊那県、千葉県、山形県などにおいて、主に司法・警察関係に奉職し、1879年には鶴岡警察署長として行幸の指揮を執っている。1885年1月、福島県二等属を最後に退官した後は、茨城県石岡町にて余生を送った。
1919年、老衰のため死去。享年83。墓所は石岡市の東耀寺。新選組の隊長（組頭）を務めた経験のある人物としては最後の生き残りであった。

## 備考
- 1852年、父忠明の死後、三樹三郎は16歳で私塾を主宰した。しかし、授業を疎かにしたうえ、「楠多聞丸」と大書した旗を掲げて合戦の真似事ばかりした結果、塾生は減り、やがて私塾は閉鎖するに至った。
- 新選組の九番組長を務めたが、のちに降格している。学問や弁舌に優れていたものの、丁寧な性格が災いしたと伝えられる。
- 御陵衛士の生き残りが伏見墨染周辺で近藤勇を襲撃したが、三樹三郎は留守で参加していない。

## 関連書籍
- 小野圭次郎「岳父鈴木三樹三郎」小野ほか『新撰組覚え書』新人物往来社、1972年